# Лаймдота Страуюма
Лаймдота Страуюма (лат. Laimdota Straujuma; нар. 24 лютого 1951) — латвійська політична діячка, економістка. Прем'єр-міністр Латвії (22 січня 2014-16 лютого 2016). Член партії «Єдність».
Міністр землеробства (25 жовтня 2011 — 22 січня 2014). 1997 року обрана почесним членом Британського інституту сільського господарства. 2003 року отримала лист визнання від Міністерства закордонних справ. 2006 року нагороджена медаллю Міністерства сільського господарства «За Посвячення». 2008 року отримала Хрест визнання.

## Життєпис
Народилася 24 лютого 1951. У 1968–1973 роках навчалась у Латвійському університеті на факультеті фізико-математичних наук, спеціальність — математик. 1987 року закінчила аспірантуру інституту економіки Латвійської академії наук за спеціальністю економіка сільського господарства.
Із вересня 1993 до липня 1997 року — заступник директора «Латвійського сільськогосподарського консалтингового та освітнього центру підтримки». З липня 1997 р. до січня 1998 року працювала директором цього центру.
Листопад 1999 — жовтень 2000 року — заступник держсекретаря в Міністерстві сільського господарства Латвії. З жовтня 2000 до грудня 2006 року — держсекретар.
Липень 2002 — липень 2007 року — член ради Іпотечного і земельного банку Латвії.
Січень 2007 — грудень 2010 — держсекретар у Міністерстві землеробства Латвії.
Січень 2010 — жовтень 2011 — заступник держсекретаря в Міністерстві охорони навколишнього середовища та регіонального розвитку.
25 жовтня 2011 призначена міністром землеробства в уряді Валдіса Домбровскіса.
6 січня 2014 президент Латвії Андріс Берзіньш схвалив кандидатуру Лаймдота Страуюми на пост прем'єр-міністра країни і закликав її сформувати новий уряд.